# بازپرداخت مالیات
بازپرداخت مالیات (انگلیسی: Tax refund) به مبلغی گفته می‌شود که دولت به مالیات‌دهنده بازمی‌گرداند، در صورتی که مالیات پرداختی او در طول سال مالی بیشتر از میزان مالیات قابل پرداخت باشد. این اتفاق ممکن است به دلیل کسر مالیات بیش از حد از حقوق، دریافت معافیت‌های مالیاتی جدید یا تغییر در وضعیت مالیات‌دهنده رخ دهد. برای دریافت بازپرداخت مالیات، مالیات‌دهندگان باید اظهارنامه مالیاتی خود را تکمیل و ارسال کنند و در صورت واجد شرایط بودن، مبلغ بازپرداخت به آنها پرداخت خواهد شد.